# Цуртаві
Цуртаві (груз. ცურტავი) — село в Грузії.
За даними перепису населення 2014 року в селі проживає 2116 осіб.